# Poul Sommer
Poul Sommer (13. oktober 1910 – 1991) var en dansk jagerpilot, søofficer og civilingeniør, som deltog som flyver-es på tysk side i 2. Verdenskrig. Han afsluttede sin karriere i Luftwaffe med rang af kaptajn (Hauptmann).
Sommer blev krediteret for tre nedskydninger af fly: to ved El-Alamein, en ved El Daba. Sommer returnerede til Danmark i 1943, og i begyndelsen af 1944 blev han af tyskerne udnævnt til leder af vagtværnet, Wachkorps der Luftwaffe in Dänemark. Vagtværnets primære opgave var bevogtning af Luftwaffes installationer og flyvepladser i Danmark. Værnet hed uofficielt Sommerkorpset eller Sommerfuglene. Sommer blev leder af den politiske gren af Schalburgkorpset, Folkeværnet. 
Sommer blev forsøgt likvideret af modstandsorganisationen Holger Danske den 13. oktober 1944.
Efter krigens afslutning blev Sommer afskediget i unåde fra den danske flåde, arresteret i juli 1946 og idømt otte års fængsel ved byretten. Dommen blev appelleret og endte i Højesteret i 1949, hvor straffen blev skærpet til 12 år.
I 1950 blev Sommer benådet og løsladt.

## Dekorationer
- Jernkorset af 2. klasse
- Jernkorset af 1. klasse